# The X-Files (filme)
The X-Files: Fight the Future (bra: Arquivo X - O Filme) é um filme  de ficção científica de 1998 dirigido por Rob Bowman.
Foi o primeiro filme da série de televisão Arquivo X, e faz a ligação da quinta para a sexta temporadas.

## Elenco
- David Duchovny … Fox Mulder
- Gillian Anderson … Dana Scully
- Martin Landau … Alvin Kurtzweil
- Mitch Pileggi … Walter Skinner
- Blythe Danner … Jana Cassidy
- Terry O'Quinn … Darius Michaud

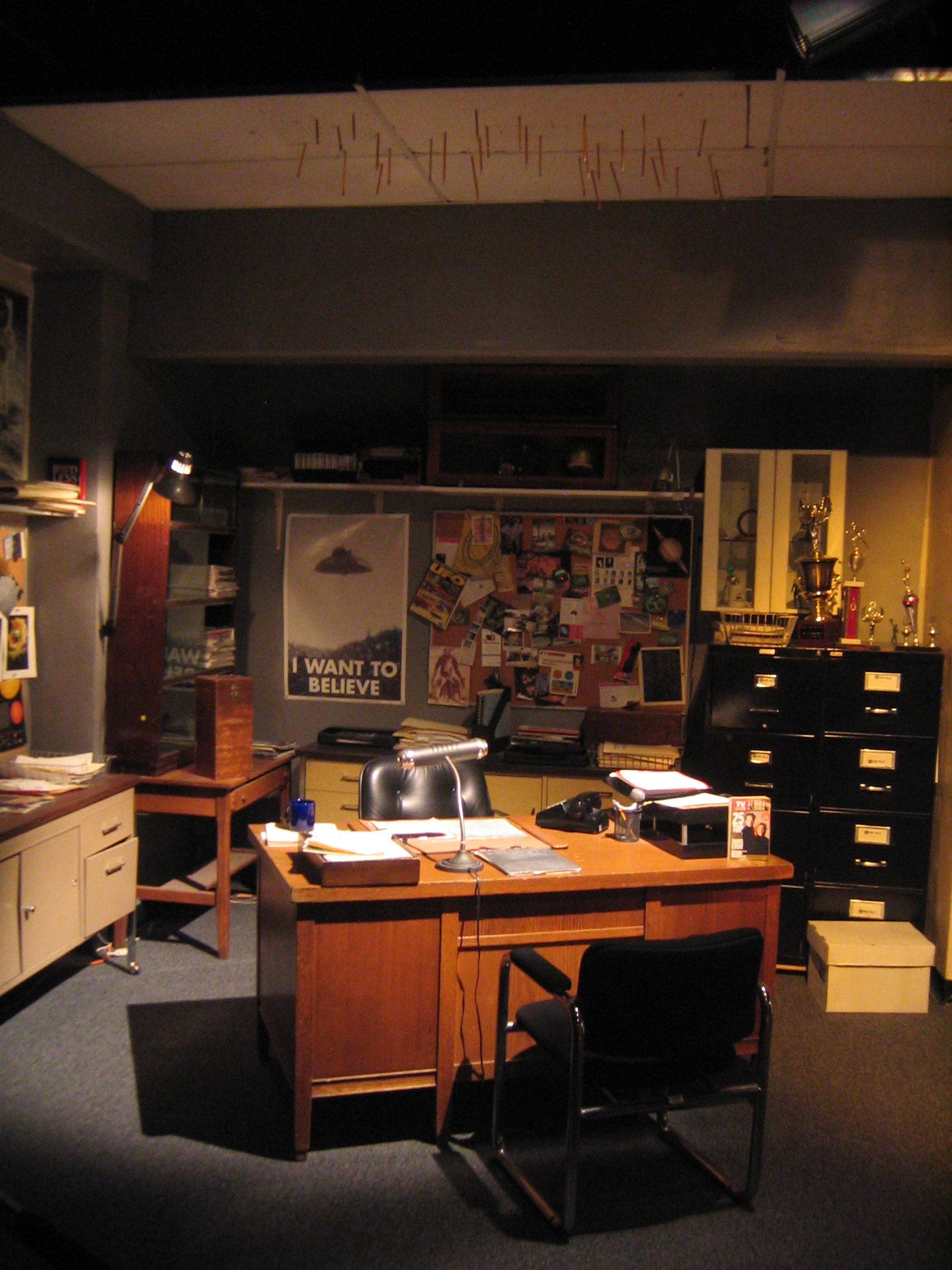
Set de gravação de Arquivo-X

- Armin Mueller-Stahl … Conrad Strughold
- Glenne Headly … garçonete (não creditada)
- William B. Davis … o "Canceroso"
- John Neville … o "Homem das Unhas Bem-Feitas"
- Dean Haglund … Richard 'Ringo' Langly
- Bruce Harwood … John Fitzgerald Byers
- Tom Braidwood … Melvin Frohike
- Jeffrey DeMunn … Ben Bronschweig

## Produção
A produção custou cerca de US$ 66 milhões[carece de fontes?], e a 20th Century Fox gastou cerca de US$ 60 milhões para promover o filme em todo o mundo. A arrecadação bruta chegou a US$ 189 milhões, dos quais 55% ficaram com o estúdio[carece de fontes?].